# 沃努瓦斯
沃努瓦斯（法語：Vaunoise，法語發音：[vonwaz] ⓘ）是法国奥恩省的一个市镇，属于莫尔塔涅欧佩什区。

## 地理
沃努瓦斯（48°21'23"N, 0°29'9"E）面积7.65 平方千米，位于法国诺曼底大区奧恩省，该省份为法国西北部内陆省份，北起顺时针与卡爾瓦多斯省、厄尔省、厄尔-卢瓦省、萨尔特省、马耶讷省和芒什省接壤。
与沃努瓦斯接壤的市镇（或旧市镇、城区）包括：舍米伊、伊热、圣菲尔让德索尔姆、佩尔什地区贝尔福雷。

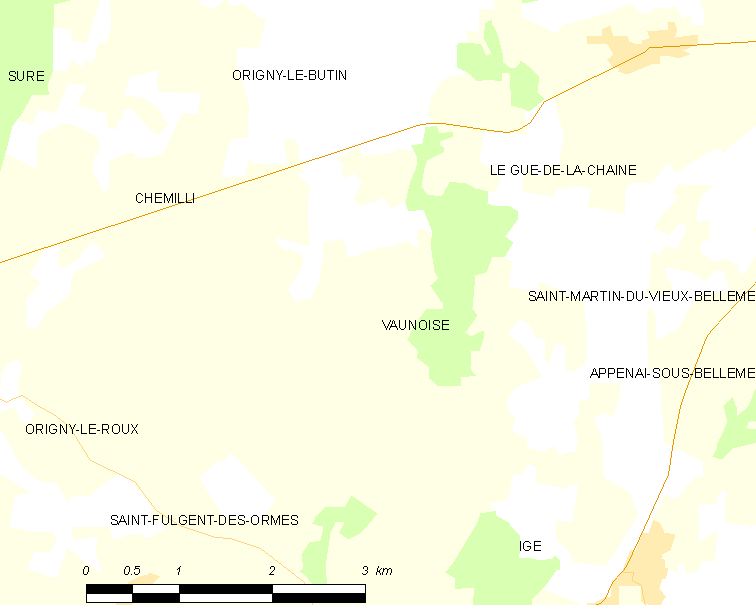
沃努瓦斯的OSM定位图

沃努瓦斯的时区为UTC+01:00、UTC+02:00（夏令时）。

## 行政
沃努瓦斯的邮政编码为61130，INSEE市镇编码为61498。

## 政治
沃努瓦斯所属的省级选区为瑟通县。

## 人口

1962-2008年间沃努瓦斯人口变化图示

沃努瓦斯于2022年1月1日时的人口数量为95人。